# Koisenu Futari
Koisenu Futari (恋せぬふたり?   «dos personas que no se pueden enamorar») es una serie de televisión japonesa que trata sobre la relación de dos personas arrománticas asexuales que deciden vivir juntas.
La serie, producida por la NHK, recibió el premio especial en la 59.ª edición de los Galaxy Awards (ギャラクシー賞?) reconociendo su valor para «mostrar un tipo de familia que no está unida por vínculos convencionales. Hasta ahora, muchas series han representado el amor y el matrimonio como la meta en la vida. En cambio, esta obra da la vuelta al estereotipo de que enamorarse da la felicidad a todo el mundo, y se puede decir que se ha rebelado contra el modelo de representación de las relaciones entre hombres y mujeres. Consideramos su última línea, "La única persona que puede decidir mi felicidad soy yo", como un mensaje universal. Puede tener un gran impacto en series futuras. Se le entrega un premio especial para elogiar el éxito de una obra que ha marcado una era».

## Argumento
Sakuko Kodama trabaja en el equipo de marketing de una cadena de supermercados. La trama comienza en un supermercado, cuando Sakuko y su equipo están contemplando su último éxito comercial: un plato de comida preparada que se comercializa como comida para enamorados. Uno de los compañeros de Sakuko comenta que es un reclamo publicitario universal porque «todo el mundo se enamora» y, entonces, un dependiente del supermercado comenta que no, que hay gente que no se enamora. Este evento lleva a Sakuko a buscar información en internet para entender por qué ella no se enamora. Gracias a un blog sobre el arromanticismo, descubre que es arromántica y asexual (es decir, que no siente atracción romántica ni sexual hacia ningún género) y que hay más personas como ella.
Sakuko vive con sus padres y a menudo escucha comentarios negativos de parte de su hermana por no estar casada o tener pareja a su edad. Sin embargo, poco después le surge la oportunidad de irse a vivir con su mejor amiga. Su felicidad se ve truncada cuando la amiga le dice que ha decidido volver con su expareja, a la que prioriza ante todo, y que espera que ella también pueda encontrar una pareja e irse a vivir con ella.
Cuando Sakuko descubre que el trabajador del supermercado es quien lleva el blog que habla de arromanticismo, le propone vivir juntos y él acepta. Sakuko y Satoru Takahashi se encontrarán en diferentes circunstancias resultado del desconocimiento sobre la existencia de las personas arrománticas y asexuales y podrán hablar de sus experiencias, formando una familia sin lazos románticos ni sexuales.

## Reparto[2]

### Personajes principales
- Yukino Kodama (岸井ゆきの?) - Sakuko Kodama (兒玉咲子?)
- Issey Takahashi (高橋 一生?) - Satori Takahashi (高橋羽?)

### Personajes secundarios
- Shogo Hama (濱正悟?) - Matsuoka Hajime (松岡一?), compañero de Sakuko en el departamento de marketing, habían sido pareja.
- Fujiko Kojima (小島藤子?) - Chizuru Kadowaki (門脇千鶴?), mejor amiga de Sakuko.
- Akiko Kikuchi (菊池亜希子?) - Haruka Inozuka (猪塚遥?), presidenta de la empresa agraria Innofarm y antigua compañera de Takahashi.
- Kana Kita (北香那?) - Minori Ishikawa (石川みのり?), hermana pequeña de Sakuko. Esposa del Daisuke y madre de Maya.
- Hidenobu Abera (アベラヒデノブ?) - Daisuke Ishikawa (石川大輔?), marido de Minori.
- Naomi Nishida (西田尚美?) - Sakura Kodama (兒玉さくら?), madre de Sakuko y Minori.
- Mantaro Koichi (小市慢太郎?) - Hiromi Kodama (兒玉博実?), padre de Sakuko y Minori.

## Producción
Koisenu Futari es una producción de la NHK. Cuenta con un total de 8 episodios que han sido dirigidos por tres directores: Yuta Oshida (押田友太?) (episodios 1, 4 y 7), Yudai Noguchi (野口雄大?) (episodios 2, 5 y 8) y Shohei Doi (土井祥平?) (episodios 3 y 6).
La idea de crear esta serie fue de Yuta Oshida (押田友太?), quien explica que «las series japonesas siempre incluyen escenas de abrazos, besos y bodas. Inconscientemente, pensaba que no podía terminar una historia sin este tipo de relación entre sus personajes masculinos y femeninos». Mientras Oshida trabajaba en el guion de su primera serie, que trataba sobre unos estudiantes que practican kagura, el equipo de guionistas creyó que era raro no incluir relaciones románticas entre los personajes jóvenes, pero Oshida cuestionó si era necesario, puesto que se estaba poniendo la trama romántica con calzador en una historia en la que no encajaba. Más adelante, Oshida oyó hablar sobre la asexualidad y decidió entrevistar a personas asexuales para entender mejor el concepto.
Cuando Oshida presentó la idea de Koisenu Futari en la NHK, algunos de los responsables de la cadena pusieron en duda que esa historia pudiera funcionar. Otros, en cambio, defendieron que la audiencia que no conoce los conceptos de asexualidad y arromanticismo podrían simpatizar con los personajes. Al final la NHK autorizó el proyecto, que se emitió entre el 10 de enero y el 21 de marzo de 2022.
La producción de la serie contó con un equipo de consulta sobre la asexualidad y el arromanticismo formado por Ken Nakamura (中村健?) y Haruka Imatoku (今徳はる香?). Nakamura es un activista asexual que da charlas y trabaja para concienciar sobre la asexualidad en Japón, donde sigue siendo una orientación muy poco conocida. Según una encuesta del año 2020 llevada a cabo por la empresa japonesa Dentsu Diversity Lab, el 80,1% de las personas encuestadas conocían el término LGBT, pero sólo el 5,7% sabían lo que era el arromanticismo y la asexualidad. Por otra parte, Haruka Imatoku es directora de Nijiiro Gakko, una organización sin ánimo de lucro de Tokio donde se reúnen colectivos de la comunidad LGTBQIA+, incluida la asexual.

## Música
La música de la serie es del compositor Umitaro Abe. El tema musical principal de la serie, titulado «Maguroto» (まるごと?), fue escrito por el grupo de música CHAI para Koisenu Futari. La letra de la canción trata sobre el amor incondicional y universal no romántico y está inspirada en la serie.
El grupo de música idol «Sunny Side Up» que aparece en la serie es ficticio pero ya apareció en otra serie que la NHK emitió en 2019 en la misma franja horaria que Koisenu Futari llamada Dakara Watashi Wa Oshimashita (だから私は推했습니다?).

## Premios
La guionista Erika Yoshida recibió el Mukouda Kuniko Award (向田邦子賞?) por su trabajo en Koisenu Futari. El jurado destacó la calidad del diálogo y la dinámica entre personajes, cuya naturalidad resulta efectiva a la hora de crear un ambiente de cotidianidad.
La serie también recibió el premio especial en los Galaxy Awards (ギャラクシー賞?), destacando sobre todo su carácter rompedor e innovador en la tradición de series televisivas dramáticas japonesas gracias a la representación de las personas asexuales arrománticas. Los Galaxy Awards (ギャラクシー賞?) son uno de los premios más importantes de la industria de la televisión y radio japonesas.